# The Sorrowful Shore
The Sorrowful Shore è un cortometraggio muto del 1913 diretto da D.W. Griffith.

## Produzione
Il film fu prodotto dalla Biograph Company. Venne girato in California.

## Distribuzione
Distribuito dalla General Film Company, il film - un cortometraggio di una bobina - uscì nelle sale cinematografiche statunitensi il 5 luglio 1913. Copia della pellicola è conservata negli archivi del Museum of Modern Art.